# Arbeitsgemeinschaft der Sozialdemokratinnen und Sozialdemokraten im Gesundheitswesen
In der Arbeitsgemeinschaft der Sozialdemokratinnen und Sozialdemokraten im Gesundheitswesen (ASG) der SPD engagieren sich Ärzte, Apotheker sowie Vertreter von Wohlfahrtsverbänden, Pflegeberufen, Krankenkassen und gesundheitspolitischen Initiativen. Sitz der Arbeitsgemeinschaft ist  Berlin (Willy-Brandt-Haus).

## Politische Ziele
Die ASG setzt sich für umfassende Reformen im Gesundheitswesen ein, beispielsweise durch die Einführung einer solidarischen Bürgerversicherung und durch weitere Strukturreformen oder Reformen im Bereich der Pflege.

## Geschichte
Im Jahr 1913 gegründet, ist die Arbeitsgemeinschaft der Sozialdemokratinnen und Sozialdemokraten im Gesundheitswesen die älteste Arbeitsgemeinschaft der SPD. In regelmäßigen Abständen veranstaltet die Arbeitsgemeinschaft Fachkonferenzen zu verschiedenen Themen wie beispielsweise zur Drogenpolitik oder zur Gerontopsychiatrie.
Vorsitzender der ASG wurde im November 2006 Armin Lang, 1985 bis 2009 Mitglied des Saarländischen Landtags. 
Auf der ASG-Bundeskonferenz am 26. Januar 2013 wurde er im Amt bestätigt. 
Auf der ASG-Bundeskonferenz im Februar 2015 wurde Thomas Spies zum Bundesvorsitzenden der ASG gewählt.
Im März 2017 wurde Boris Velter zum Bundesvorsitzenden gewählt und 2019 für weitere zwei Jahre von der ASG-Bundeskonferenz bestätigt.